# Anne Buttimer
Anne Buttimer (Cork, 31 de octubre de 1938-Dublín, 15 de julio de 2017) fue una profesora y geógrafa irlandesa.
Estudió en la Universidad Colegio Cork. En 2014, fue galardonada con el Premio Vautrin Lud y el Premio en Reunión Anual de la Asociación Estadounidense de Geógrafos en Tampa. Fue profesora de geografía en la Universidad de Dublín.

## Libros
- 1983, La práctica de la Geografía (ISBN 978-0582300873)
- 2015, Lar, horizontes de alcance (ISBN 2238-0205)